# Álvaro Obregón
Álvaro Obregón Salido (ur. 19 lutego 1880 w Navojoa, zm. 17 lipca 1928 w mieście Meksyk) – meksykański generał, polityk i prezydent tego kraju w latach 1920–1924.

## Życiorys
Obregón urodził się w Hacienda de Siquisiva (Navojoa w stanie Sonora), prawdopodobnie w rodzinie o irlandzkich korzeniach (O’Brian). Karierę polityczną rozpoczął w 1911 r., kiedy to został wybrany na burmistrza miasta Huatabampo. Wówczas był aktywnym zwolennikiem prezydenta Francisco Madero i popierał go przeciwko buntownikowi Pascualowi Orozco. Kiedy Madero został obalony i zamordowany w zamachu poprowadzonym przez Félixa Díaza i gen. Victoriano Huertę (przy aktywnym wsparciu Stanów Zjednoczonych), Obregón postanowił przyłączyć się do Venustiano Carranzy. Razem z nim wszczął bunt zmierzający do usunięcia nowego rządu Huerty, który został zmuszony do ustąpienia 14 lipca 1914 r.

## Kariera wojskowa
W trakcie swojej kariery wojskowej Obregón był zagorzałym zwolennikiem Carranzy, który po objęciu urzędu prezydenta mianował go ministrem wojny i marynarki wojennej. Wtedy też otrzymał zadanie ujarzmienia rebelianckich sił Pancho Villi i Emiliano Zapaty. Oddziały rządowe dowodzone przez Obregóna starły się z powstańcami Villi w czterech bitwach. Pierwsza miała miejsce 6 kwietnia oraz 7 kwietnia 1915 r. i zakończył się zmuszeniem Villistów do odwrotu. Drugie starcie pod Celaya (stan Guanajuato) trwało od 13 do 15 kwietnia, kiedy to Villa zaatakował miasto Celaya, ale został z niego wyparty. Trzecia bitwa miała charakter pozycyjny, walczono wówczas w okolicach Trinidad i Santa Ana del Conde a walki toczyły się od 29 kwietnia do 5 czerwca. Villa został tutaj znowu pokonany, a Obregón stracił wówczas prawe ramię. Ostatnią próbę zatrzymania wojsk rządowych powstańcy podjęli pod Aguascalientes 10 czerwca, ale znowu bez powodzenia.
Wszystkie te starcia są znane pod łączną nazwą jako bitwa pod Celaya, była to największa konfrontacja wojskowa w Ameryce Łacińskiej do czasów wojny falklandzkiej w 1982 r. Obregón wyróżnił się w tej walce wprowadzeniem nowoczesnej artylerii polowej i karabinów maszynowych. Ponadto preferował on aktywny styl walki zamiast taktyki defensywnej, była to zasadnicza różnica w stosunku do europejskiej taktyki walki w okopach.

## Kariera polityczna
Obregón wrócił do działalności politycznej w 1920 r., mając nadzieję na objęcie urzędu prezydenta po Carranzy. Ten jednak na swojego następcę wybrał Ignacio Bonillasa. Obregón zdecydował się zawłaszczyć władzę siłą. Do jego oddziałów dołączyli ludzie generała Benjamina Hilla oraz nieliczne pozostałości po armii Emiliano Zapaty. Zamach udał się, a Carranza został usunięty z urzędu, a następnie zabity w czasie zastawionej na niego zasadzki w stanie Puebla. Przez sześć kolejnych miesięcy od 1 czerwca do 1 grudnia 1920 r. tymczasowym prezydentem był Adolfo de la Huerta. Po przeprowadzeniu wyborów większość głosów zdobył Obregón, który objął najwyższy urząd, a Huerta został sekretarzem skarbu w jego gabinecie.
Kadencja Obregóna charakteryzowała się antyklerykalnymi posunięciami, ponadto realizowano reformę rolną. Poprawione zostały poprzednio nadwerężone stosunki z USA (Meksyk stał się głównym dostawcą ropy dla swojego północnego sąsiada). Na swojego następcę wybrał Plutarco Elíasa Callesa, co spotkało się z niezadowoleniem Huerty, który próbował przeprowadzić zamach stanu przeciwko Obregónowi. Calles jednak zwyciężył w wyborach i przejął rządy po Obregónie.
W 1928 r. Obregón jeszcze raz wystartował w wyborach prezydenckich, po zaciekłej walce wygrał i przygotowywał się do przejęcia władzy. Udał się do miasta Meksyk, aby świętować swoje zwycięstwo, jednakże został zamordowany w restauracji  La Bombilla 17 lipca 1928 r. przez fanatyka religijnego. Był nim rysownik Jose de Leon Toral, który po wykonaniu szkicu portretu prezydenta elekta, podszedł do niego i zastrzelił go.

## Upamiętnienie
W 2010 roku z okazji stulecia rewolucji meksykańskiej Bank Meksyku wyemitował upamiętniającą go monetę okolicznościową o nominale 5 peso.